# La Fresneda (Asturias)
La Fresneda (oficialmente, en asturiano, La Fresnera) es un núcleo de población, con la categoría histórica de lugar, de la parroquia asturiana de Viella, en el concejo de Siero, España.
Cuenta con una población de 154 habitantes (2009), está situado a una altitud de 170 m y dista 11,50 km de Pola de Siero, capital del concejo.
Es de destacar la nueva Urbanización la Fresneda, construida en 1987 cerca de este pueblo, y del que toma el nombre.